# Cesse
Cesse ist eine französische Gemeinde mit 113 Einwohnern (Stand: 1. Januar 2022) im Département Meuse in der Region Grand Est. Sie gehört zum Arrondissement Verdun, zum Kanton Stenay und zum 2016 gegründeten Gemeindeverband Pays de Stenay et Val Dunois.

## Geografie
Cesse liegt etwa 50 Kilometer nordnordwestlich von Verdun. Umgeben wird Cesse von den Nachbargemeinden Luzy-Saint-Martin im Norden, Martincourt-sur-Meuse im Nordosten, Stenay im Osten und Südosten sowie Laneuville-sur-Meuse im Süden und Westen.

## Bevölkerungsentwicklung
| Jahr                       | 1962 | 1968 | 1975 | 1982 | 1990 | 1999 | 2006 | 2011 | 2019 |
| Einwohner                  | 192  | 210  | 172  | 142  | 155  | 128  | 130  | 126  | 104  |
| Quellen: Cassini und INSEE |      |      |      |      |      |      |      |      |      |

## Sehenswürdigkeiten
- Kirche Notre-Dame-de-l’Assomption, 1892/93 erbaut